# José María Ruda
José María Ruda (Buenos Aires, 1924 - Espagne, 7 juillet 1994) est un juriste argentin.

## Biographie
Il est né à Buenos Aires en 1924 et est diplômé de la Faculté de droit de l'Université de Buenos Aires en 1949. Il obtient une maîtrise en droit en 1955 de l'Université de New York.
Entre 1964 et 1972, il siège à la Commission du droit international des Nations Unies. Il est également ambassadeur d’Argentine auprès des Nations Unies entre 1966 et 1970. Il est ensuite juge à la Cour internationale de justice de 1973 à 1991. Durant cette période, il est président de la Cour internationale de Justice entre 1988 et 1991.

## Publications
- 1976 : IInstrumentos internacionales, Tipográfica Editora Argentina, Buenos Aires
- 1990 : Presente y futuro del Tribunal Internacional de Justicia, Université de Grenade.
- 1994 : Derecho internacional público, Tipográfica Editora Argentina, Buenos Aires.